# Manuel Moschopul
Manuel Moschopul (gr.: Mανουὴλ Μοσχόπουλος, Manuel Moschopoulos, ur. ok. 1265) – filolog bizantyński.
Manuel Moschopul, urodzony około 1265 roku, był uczniem i przyjacielem Maksyma Planudesa. Na potrzeby szkół opracował Pytania gramatyczne (Erotémata grammatiká), ulubiony podręcznik humanistów epoki Odrodzenia, który uzupełnił jeszcze o Ćwiczenia (Peri schedòn). Wydał również Słownik wyrazów attyckich (Onomáton Attikòn syllogé).
Moschopul zasłużył się również wokół edycji i komentarzy autorów starożytnych. Wydał Ody Pindara, opracował krótkie i rzeczowe komentarze do poezji Hezjoda, do dwóch pierwszych pieśni Iliady, do tragedii Eurypidesa, Sielanek Teokryta i komedii Arystofanesa.